# Efraín Wachs
Efraín Wachs (Rosario, 12 de marzo de 1918 - San Miguel de Tucumán, 18 de marzo de 2016) fue un atleta argentino de la tercera edad, y jugador y dirigente del ajedrez.

## Biografía
Efraín Wachs nació el 12 de marzo de 1918 en Rosario, provincia de Santa Fe, en una familia de origen judío cuyos antepasados emigraron a la Argentina provenientes de Austria. Estudió en la ENET Nº 3, donde se graduó en 1935, y en la Universidad Nacional del Litoral, recibiéndose de contador público en 1945.
A los 20 años comenzó a trabajar en el Banco de la Nación Argentina. Pronto fue destinado a la vecina localidad de Casilda. Luego de recibirse de contador fue enviado (en 1947) a la provincia de Salta como inspector. En 1960 se trasladó a San Miguel de Tucumán, ciudad donde residió hasta su muerte.

## Carrera ajedrecística
Aprendió a los cinco años a jugar al ajedrez leyendo las instrucciones de la caja del juego. Durante la adolescencia asistió a un modesto club de ajedrez hasta llegar al equipo superior del Club Rosarino de Ajedrez donde siendo juvenil competía con los mayores y siendo de tercera categoría jugó en primera. En Casilda, dada la menor competitividad, alcanzó a ser considerado el campeón de la ciudad.

En esos días (1938) llega a Rosario el campeón mundial Alekhine a dar una simultánea contra diez jugadores de Rosario, el campeón de San Nicolás y el campeón de Casilda. Él se cuidó de los grandes jugadores que conocía, como el campeón rosarino Cámara. La partida conmigo fue la última, me entregó un peón por un ataque terrible, tenía dos alfiles como puñales hasta que logro, devolviendo el peón, cambiar un caballo por un alfil y las damas. Y la partida se puso más pareja. Hacia el final teníamos una torre y alfil por bandos, yo tenía un peón en séptima y el alfil rival me controlaba la casilla de coronación defendido por el rey. Le hice TxA+, me comió la torre, coroné. Entonces Alekhine, que era un gran campeón pero un mal jugador, se enojó y volteó todas las piezas y no me quiso firmar la planilla. "No importa -le dije- mi firma vale igual que la suya". Tenía 20 años. Lamentablemente en una mudanza se me traspapeló la partida, la cual era para mí era un gran honor. Pero, por lo menos, me queda el recuerdo.
Efraín Wachs

En Tucumán se destacó como jugador de torneos por equipos y como dirigente, llegando a presidir la federación provincial de ajedrez.

## Carrera atlética
El representante de la Asociación Tucumana de Atletas Masters (ATAM) ratificó sus condiciones, que evidenció desde 2003, cuando se impuso en los 10.000 metros y en cross country en el Mundial de San Juan de Puerto Rico.
Se sumó al atletismo a los 70 años y viene de arrasar en los últimos años con numerosos premios nacionales e internacionales en la categoría de 85 a 90 años, en la que obtuvo 9 medallas en el Campeonato Argentino de la categoría Master (7 de oro y 2 de plata) y 12 en el Campeonato Sudamericano (8 doradas, 2 plateadas y 2 de bronce), en distintas especialidades.

## Datos anecdóticos
Efraín corría, para festejar sus cumpleaños, 100 metros por cada año cumplido. Esto es, a los 91 años corrió 9,1 kilómetros en la plaza principal de la ciudad de Tucumán.

Por última vez, el 12 de marzo de 2015 corrió 9,7 kilómetros en la plaza Independencia en la ciudad capital de la provincia de Tucumán, Argentina.
Su estado de salud le impidió repetir la proeza al año siguiente, y poco después de su cumpleaños, el 18 de marzo de 2016, falleció en esa ciudad.